# Speyside (distillerie)
Pour les articles homonymes, voir Speyside.
Speyside est une distillerie de whisky fondée en 1990 à Drumguish en  Écosse par George Christie. La construction de la distillerie a commencé en 1990 soit plus de 25 ans après la fondation de la société qui devait la gérer, la Speyside Distillers Company Ltd.
Le premier whisky commercialisé est un The Speyside 8 ans en 1999. Une version en 10 ans est lancée en 2001. Cette bouteille devient alors le produit phare de la distillerie.

## La production
Speyside possède une cuve de brassage et quatre cuves de fermentations en acier inoxydable. La distillation se fait au moyen de deux alambics, un wash stills de 10 000 litres et un spirit stills de 6 000 litres.
Depuis 2006, la distillerie produit un jour par semaine un alcool tourbé.

### Versions officielles
- The Speyside 8 ans
- The Speyside 10 ans
- The Speyside 12 ans
- Drumguish 3 ans
- Glen Tromie (vatted malt)
- Différents blends